# 小杨满族朝鲜族乡
小杨满族朝鲜族乡（中国朝鲜语：／）是中华人民共和国吉林省通化市梅河口市下辖的一个民族乡。

## 行政区划
小杨满族朝鲜族乡下辖以下村级行政区划单位：
庆云村、景兴村、小杨村、庆福村、陈大桥村、保祥村、宫家街村、双阳村、双龙村、大杨村、古城村、方家街村、六官巷村、头道碱场村、大桦树村、倒木沟村和姜家街村。